# ヘアニング
ヘアニング（デンマーク語: Herning [ˈhɛɐ̯ne̝ŋ]）は、デンマークの中央ユラン地域に位置する都市。ヘアニング市の行政の中心である。人口は5万565人（2022年1月1日）で、チョーリン、スナイビェア、リン、ビャク、ハンメルム、ギェレルプなどの郊外を含めて、国内11位の都市圏を形成する。

## 歴史
ヘアニングは、荒野開拓時代の1800年代初頭に建設された。この時代は人口が増加し、地域の新興農家に製品やサービスを届ける必要が生じた。ヘアニングはこうした需要に応える、地域の商業の中心地として成立した。のちに繊維・織物業が成長し、一時期は基幹産業となったが、今日は多様な産業基盤を持っている。1913年には、市場町となった。1965年と2003年の二度、「デンマークの都市」オブ・ザ・イヤー賞を受賞している。

## 観光
スカンジナビア最大の展示場であるメッセセンター・ヘアニングでは、多くの見本市が開かれる。
主な観光名所に、カール＝ヘニング・ペデルセンおよびエルセ・アルフェルト美術館（ヘアニング美術館）がある。この近くには、彫刻家イングヴァール・クロンハンマルのユニークな作品「エリア」が置かれている。
市内には、建築家ヨーン・ウツソンが設計した建物が3軒ある。このうち1軒が公有、2軒が私有である。
旧ヘアニングスホルム屋敷は、観光客に開放されている。市街の南25キロにはクラッセンスボリ屋敷（スカリルドフス）がある。ホテルと教育施設として利用されているため、一般公開はされていないものの、園内は散策することができる。春にはツツジが咲きほこることで有名である。

## スポーツ
2004年、メッセセンター・ヘアニングの敷地内に約10,000人収容のサッカースタジアムであるMCHアリーナが建設され、ヘアニングを拠点に活動するFCミッティランがホームスタジアムとして使用している。同クラブは1999年に創設された比較的新しいクラブではあるが、これまでに3度もデンマーク1部リーグを制している。
デンマークのアイスホッケートップリーグ「オドセット・リーゲン」に所属するヘアニング・ブルー・フォックスの本拠地であもる。
ヘアニングはサイクリングも盛んで、毎年GPヘアニングという自転車レースが開かれる。ジロ・デ・イタリア 2012ではスタート地点になった。デンマーク人唯一のツール・ド・フランス優勝者、ビャルヌ・リースの出身地でもあるが、彼は優勝から14年後に違法薬物の使用を告白した。

## 交通
ヘアニングは、ユトランド中部における道路と鉄道の中継地である。鉄道はヴァイレ、オーフス、エスビャウ、ホルステブローなどの半島部だけでなく、コペンハーゲンにも一日に数便が出ている。国道は南東部から北西部にユトランド半島を縦断する18号線、東部のオーフースから西部のリンケービンに至る15号線、南西部のエスビャウと北東部のヴィボーを結ぶ12号線が通る。
市街の北東25キロに位置するカーロプ空港から、コペンハーゲン国際空港などを発着する便が出ている。国際線も若干就航している。

## ゆかりの人物
- ヘルゲ・サンダー（1950年生） 政治家。ヴェンスタ所属
- ビャルヌ・リース（1964年生） 自転車選手（ツール・ド・フランス1996優勝）
- クラウス・エルミング（1969年生） スポーツコメンテーター
- モーゲンス・クリスチャンセン（1972年生） クリケット選手
- ミカエル・ブラウズン（1973年生） 自転車選手
- ケネス・ヨナセン（1974年生） バドミントン選手（全英オープン優勝）
- イェスペア・ネデスボー（1980年生） ハンドボール選手（FCバルセロナ所属、デンマーク代表）
- フランス・ニールセン（1984年生） ホッケー選手（デンマーク初のNHL選手）
- ペーテル・レーギン（1986年生） ホッケー選手（NHLのオタワ・セネターズ所属）
- ミカエル・ペーダセン（1986年生） クリケット選手